# Netto Marken-Discount
A Netto Marken-Discount 4281 üzletet üzemeltetett 2021-ben, ezzel az üzletek számát tekintve a legnagyobb diszkontüzlet Németországban. Az alkalmazottak száma 2021-ben 81 800 fő volt. Az üzletek hasonló elnevezése miatt a Netto Marken-Discount (sárga-piros logó – „Netto kutya nélkül”) összetéveszthető a Netto ApS &amp; Co. KG- vel (sárga-fekete logó – „Netto kutyával”). Két független cégről van szó.

## Története

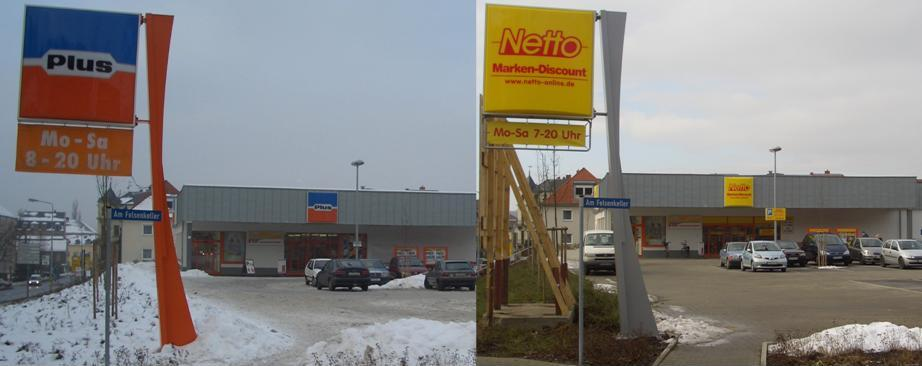
A 2007-ben Pirnán nyitott Plus diszkont, 2009 januárjában Netto Marken-Discount-tá alakult.

A céget Michael Schels alapította 1928-ban Regensburgban élelmiszer nagykereskedőként. 1971-ben megnyílt az első kiskereskedelmi diszkont Beilngriesben.
A Netto diszkont koncepciót 1983-ban találták ki, és Regensburgban az első Netto üzlettel valósították meg. 1990-ben nyíltak meg az első üzletek Közép- és Kelet-Németországban.
2006/2007 telén a Netto fokozatosan átvette a Kondit diszkontot. A Kondi üzletekben a termékpaletta 2007 elején Netto-ra változott.
2007 novemberében Edeka és Tengelmann bejelentette, hogy vegyesvállalatot alapítanak Plus néven. A Plus üzleteket fokozatosan Netto diszkontokká alakították át. A Szövetségi Kartellhivatal január 9-én hagyta jóvá a Plus-ok Edeka általi átvételét.

A korábbi Netto logó

2015 óta a Netto WWF logóval látja el a termékeket, különös tekintettel a halra/tenger gyümölcseire, a fára/papírra/szövetre, pálmaolajra, szójára.

## Szerkezet

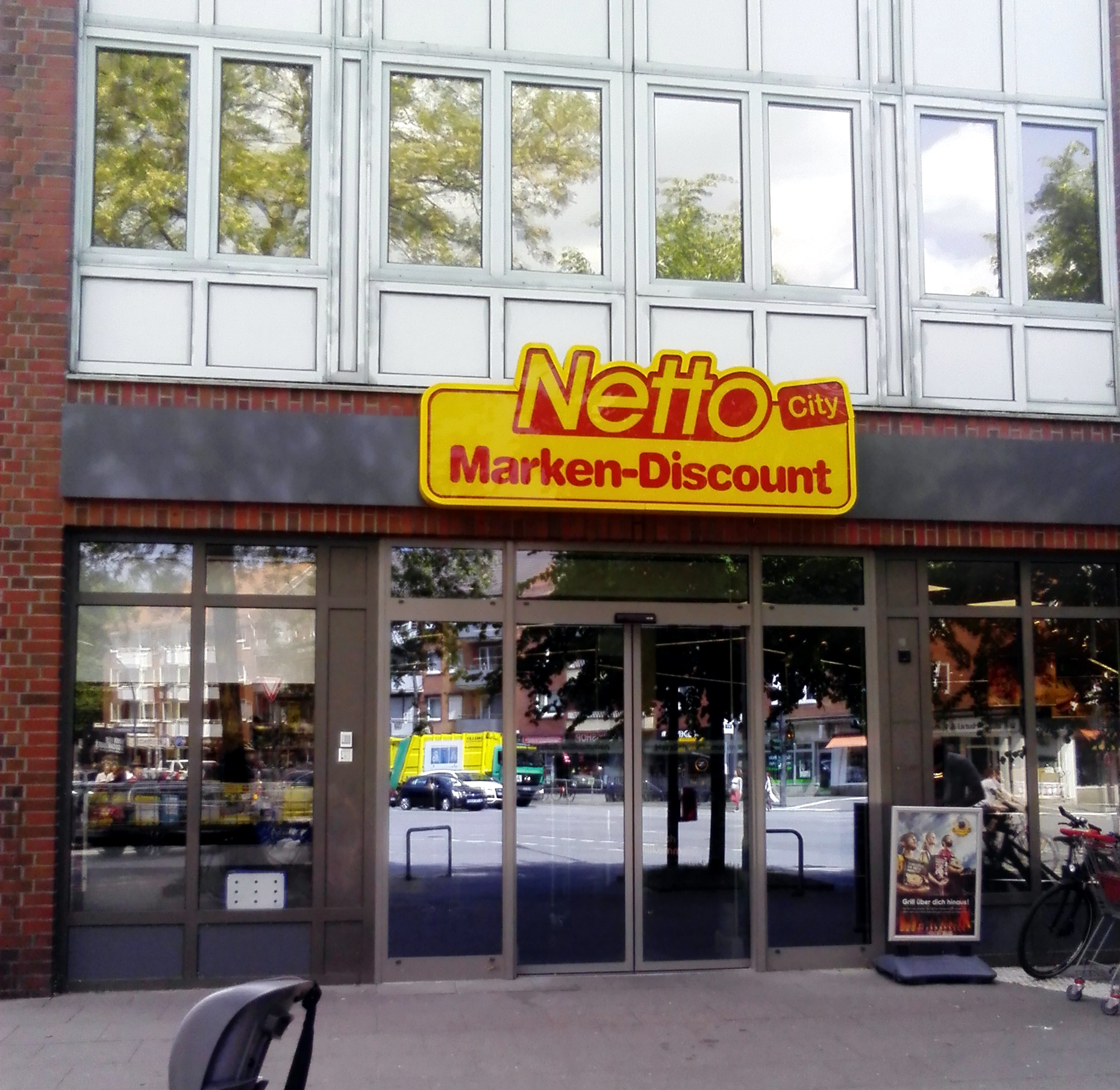
Netto Marken-City-Discount Hamburg-Wandsbekben, 2018

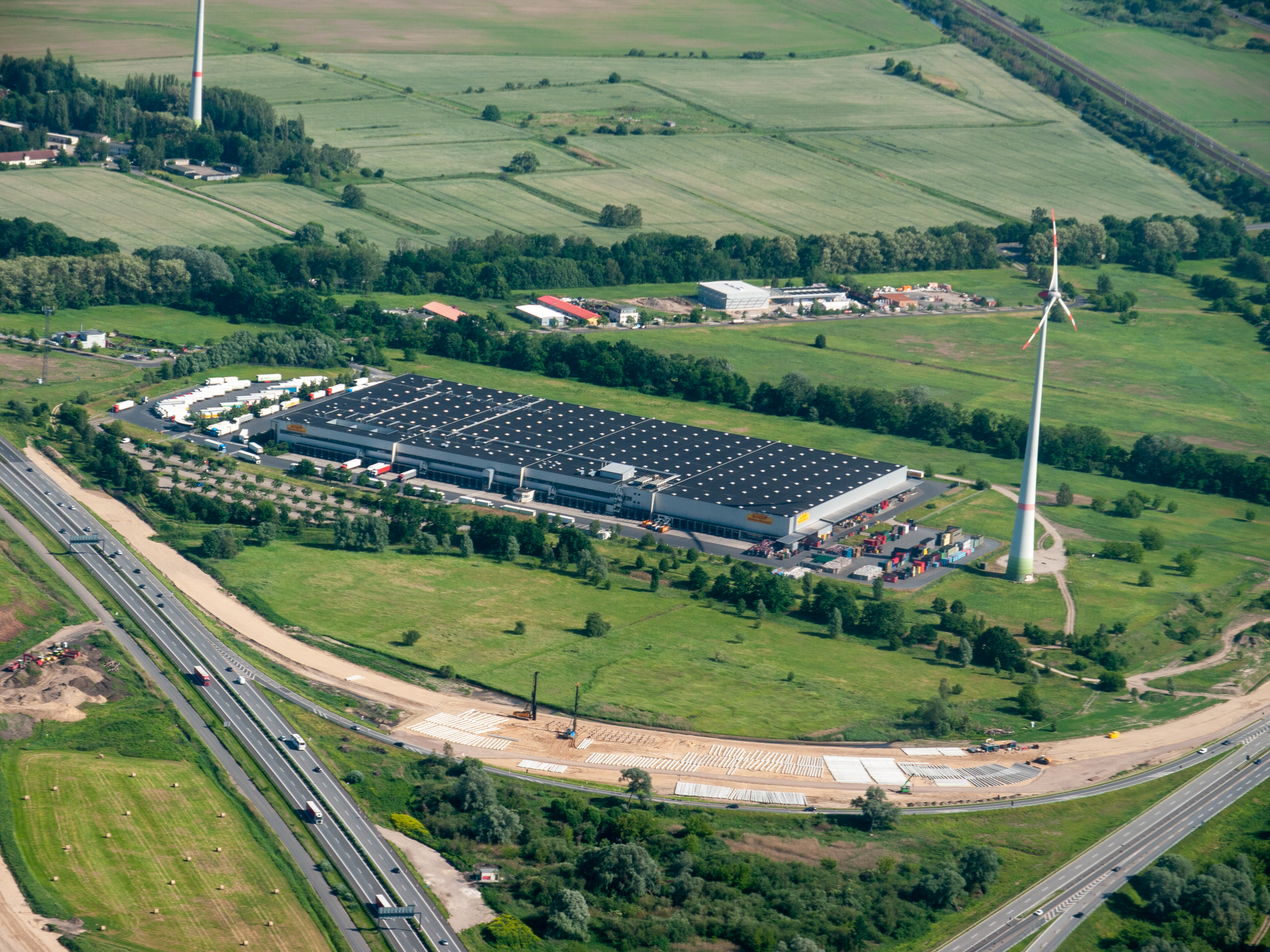
Logisztikai központ Berlin északi részén

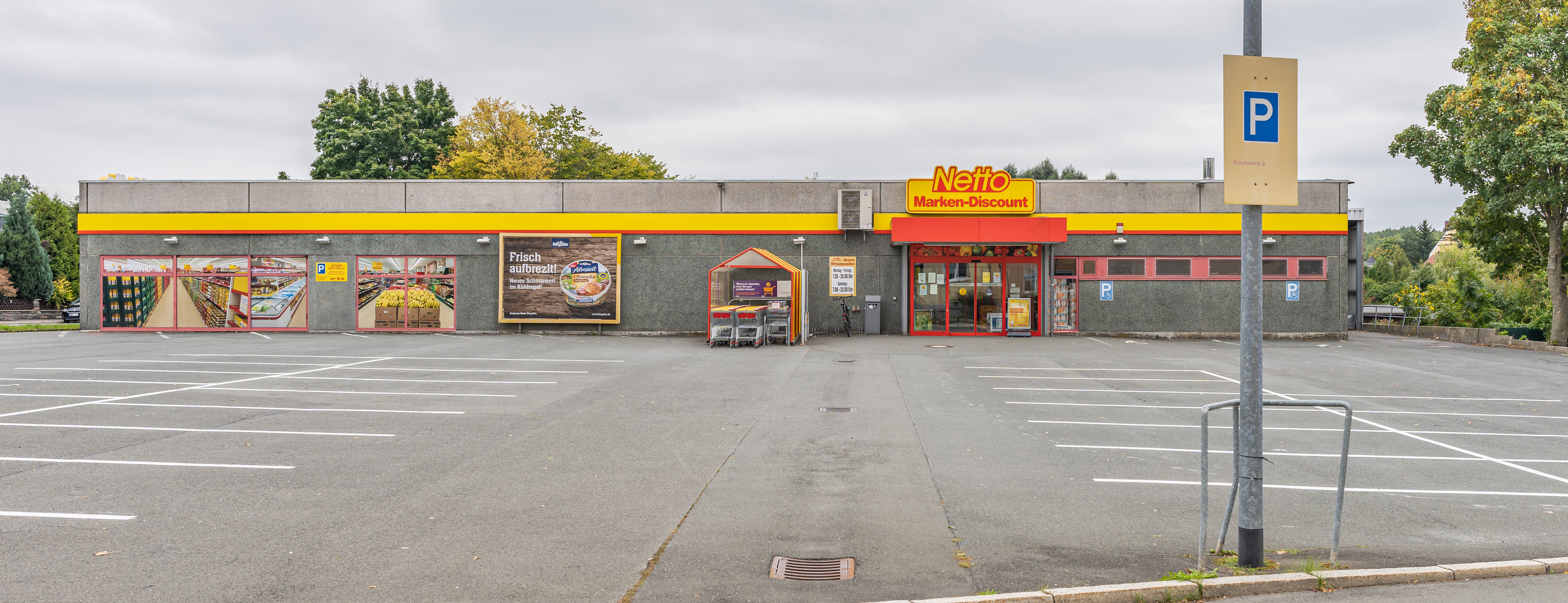
Fióktelep saját épülettel, parkolóval és a régi logóval, 2021

2015 nyarán a Netto megnyitotta első teljesen automatizált raktárát Erhartingben.

## Kritika
A Plus átvétele óta a céget többször érte kritika. Például az alkalmazottak, szakszervezet vezetői és képviselői, azzal vádolták a céget, hogy hatalmas nyomás alá helyezi az alkalmazottakat.
A Greenpeace szupermarketek közül 2011-ben a Netto az utolsó helyet szerezte meg a tesztelt szupermarket közül. 

## Lásd még
- Netto Marken-Discount weboldal Archiválva 2020. december 19-i dátummal a Wayback Machine-ben
- Inside Netto – Taschenkontrolle, Dreck & schlimme Beschimpfungen. YouTube